# Prix Pierre et Alexandra Boulat
Pour les articles homonymes, voir Boulat.
Le prix Pierre et Alexandra Boulat est un prix de photographie français décerné par l’association Pierre et Alexandra Boulat, chaque année depuis 2008, à un ou une photojournaliste en activité, sans restriction d’âge, de sexe ou de nationalité, désirant réaliser un travail personnel à caractère social, économique, politique ou culturel.
Il est remis à Perpignan, au cours du festival international de photojournalisme Visa pour l’image.

## Description
Ce prix, créé en hommage aux photojournalistes Pierre Boulat (1924-1998) et Alexandra Boulat (1962-2007), sa fille, a pour but d’encourager le travail des photojournalistes qui se heurtent aux difficultés économiques du métier, en leur permettant de réaliser des projets pour lesquels ils ne parviennent pas à obtenir de commandes de la presse.

## Organisation
Le prix est doté d’une bourse de terrain de 8 000 euros, versée depuis 2015 par la Société civile des auteurs multimédia (SCAM). Le prix est soutenu par le festival international de photojournalisme Visa pour l’image de Perpignan, qui est susceptible d’exposer le reportage réalisé grâce au prix l’année suivante.

## Lauréats
- 2008 : Jean Chung, pour son reportage « Larmes au Congo » sur les conséquences des viols et violences sexuelles subies par de nombreuses femmes en République démocratique du Congo.
- 2009 : Masie Crow, pour « Perdue dans le cycle de la pauvreté » sur les effets émotionnels de la pauvreté, à travers l’exemple d’une jeune femme dans le sud est de l’Ohio.
- 2010 : Lizzie Sadin, pour « Terre promise, femme promise » sur La traite des femmes et des adolescentes victimes du trafic d’êtres humains en Israël
- 2011 : non attribué
- 2012 : Maciek Nabrdalik pour « Migrations économiques » sur l’émigration au Portugal où, du fait de la crise économique, de nombreux Portugais émigrent vers d’autres pays de l’Union européenne.
- 2013 : Arnau Bach pour « Marseille », sur le quartier chaud de la ville, stigmatisé par la criminalité, celui des pêcheurs traditionnels qui a progressivement vu sa portion portuaire diminuer.
- 2014 : Kosuke Okahara, pour « Any Given Day » sur la drogue en Colombie, qui montre le cycle sans fin de la violence à Cali.
- 2015 :  Alfonso Moral pour « Syria street » sur les conséquences du conflit syrien sur la ville de Tripoli au Liban.
- 2016 : Ferhat Bouda (Agence VU) « Les Berbères » Un travail de longue haleine en noir et blanc sur le peuple Berbère.
- 2017 : Romain Laurendeau pour « Dikas » sur les lieux secrets et clandestins en Algérie où les jeunes peuvent expérimenter la liberté sous toutes ses formes, loin du regard de la société.
- 2018 : Jérôme Sessini (Magnum Photos) pour « La crise des opioïdes aux États-Unis ».
- 2019 : Axelle de Russé pour son projet « Dehors », récit de la vie après la prison pour les femmes qui, en France, représentent 3,6 % de la population carcérale.
- 2020 : Jérôme Gence pour son projet de reportage : Télétravail : le nouveau code du travail[1].
- 2021 : Mary F. Calvert pour son travail sur le taux alarmant de suicide parmi les victimes masculines de traumatisme sexuel au sein de l’armée aux États-Unis.
- 2022 : Laura Morton pour lui permettre de réaliser le dernier chapitre de son projet « Wild West Tech »[2].
- 2023 : Paolo Manzo, photojournaliste italien, pour son reportage « La cité invisible » réalisé dans la ville de Naples[3].
- 2024 : Gaëlle Girbes, photojournaliste française pour son reportage « Ukraine, survivre au milieu des ruines[4]. »